# Правое дело (коалиция)
Пра́вое де́ло — демократическая правая коалиция около 30 организаций, существовавшая с 10 декабря 1998 года до мая 2000 года.
Предшественниками коалиции «Правое дело» можно считать блок «Демократический выбор России» (ДВР-ОД) на выборах 1995 года (ДВР, Крестьянская партия России, Российская партия социальной демократии, Конгресс национальных объединений России) и Коалицию либеральных и правоцентристских партий и движений (КЛППД), созданную в сентябре-октябре 1996 года (ДВР, КПР, РПСД, КНОР, Общее дело, партия «ДемРоссия»).
29 мая в Москве на первом съезде коалиции Борис Немцов, Борис Федоров и Ирина Хакамада стали официальными лидерами, а Анатолий Чубайс активно участвовал в процессе в качестве «главного менеджера». Правое дело планировало объединяться с другими организациями, но с НДР этого не получилось. В итоге 24 августа 1999 года Сергей Кириенко, Борис Немцов и Ирина Хакамада объявили в Москве об учреждении блока «Союз правых сил», в который вошли коалиция «Правое дело», движения «Новая сила» и «Голос России».

## Участники
Участники коалиции «Правое дело» на август 1999 года:
- ДВР (Е. Гайдар, А. Чубайс)
- движение «Вперед, Россия!» (Б. Федоров)
- движение «Россия молодая» (Б. Немцов)
- партия «Демократическая Россия» (Юлий Рыбаков)
- движение «Демократическая Россия» (Л. Пономарёв)
- Крестьянская партия России (Юрий Черниченко)
- Российская партия социальной демократии (А. Яковлев)
- Партия экономической свободы (К. Боровой)
- Республиканская партия Российской Федерации (Валерий Гулимов)
- Свободная демократическая партия России (Марина Салье)
- Антикоммунистический фронт (В. Новодворская)
- Союз «Молодые республиканцы»
- Московская Хельсинкская группа (Людмила Алексеева)
- Конгресс интеллигенции (Сергей Филатов)
- Всероссийская ассоциация приватизируемых и частных предприятий
- Союз писателей Москвы
- Московский «Народный дом» (Александр Шаравин)
- Молодежное объединение правого центра
- Молодежный союз ДВР
- Демократическая коалиция «Возрождение Севера»
- Демократическая коалиция «Западная Сибирь»
- Демократическая коалиция «Янтарный край России»
- Российское общество оценщиков
- Общество помощи налогоплательщикам

и другие

## История
28 ноября 1998 года в газете «Известия» было опубликовано заявление ряда политиков либеральной и правоцентристской ориентации: «В ответ на наглое вмешательство бандитов в политическую жизнь, в ответ на попытки повернуть страну вспять — к диктату и распределению, отвечая на звучащие по всей стране требования объединения демократических сил, мы, нижеподписавшиеся, начинаем работу по созданию нового общественно-политического объединения правоцентристской ориентации» и т. д. Заявление подписали саратовский губернатор Дмитрий Аяцков, председатель ДВР Егор Гайдар, глава правительства Республики Алтай, член ДВР Семен Зубакин, бывший премьер-министр Сергей Кириенко, бывший первый вице-премьер Борис Немцов, тверской губернатор Владимир Платов, вологодский губернатор Вячеслав Позгалев, сопредседатель движения «Демократическая Россия» Лев Пономарёв, заместитель руководителя Администрации Президента РФ Олег Сысуев, председатель движения «Общее дело» Ирина Хакамада, председатель правления РАО «ЕЭС России» Анатолий Чубайс, председатель Российской партии социальной демократии Александр Яковлев и другие. Д. Аяцков в тот же день опроверг своё участие в создании правоцентристской коалиции.
10 декабря 1998 года в «Президент-отеле» состоялось закрытое собрание по учреждению оргкомитета коалиции демократических сил. Организатором мероприятия выступил ДВР, вел его Борис Немцов. Объявлено, что 10 декабря 1998 года была создана правоцентристская коалиция, правые согласились идти на выборы единым блоком. Сначала у коалиции не было ни названия, ни официального лидера, ни твердых источников финансирования. Накануне название «Правое дело» считалось самым подходящим для новорожденного блока. Как заявил Борис Немцов, члены коалиции «обречены на то, чтобы пройти в Думу». На встрече присутствовали Егор Гайдар, Сергей Кириенко, Борис Немцов, Анатолий Чубайс, Борис Федоров, Яков Уринсон, Евгений Ясин, Петр Мостовой, Андрей Нечаев, Александр Яковлев. Олег Сысуев, подписавший ноябрьское заявление о создании блока, в состав оргкомитета не вошёл.
По данным всероссийского опроса ВЦИОМ, проведенного в декабре 1998 года, правоцентристское объединение «Правое дело» набрало в рейтинге политических партий и движений 5 %, 4-5 место. Сам факт того, что движение, возглавляемое «аллергенами» — Анатолием Чубайсом, Егором Гайдаром, Борисом Немцовым, Борисом Федоровым, Сергеем Кириенко и другими политиками, пробилось в первую пятерку, уже достаточно показателен. По просьбе «Коммерсанта» один из лидеров блока «Правое дело» Егор Гайдар прокомментировал итоги опроса ВЦИОМа: «На мой взгляд, полученные нами 5 % свидетельствуют о наличии потенциала избирателей того блока, который мы только начали создавать».
В середине января Чубайс и Кириенко в приватных беседах говорили о названии «Правое дело» как об уже утвержденном.
19 января 1999 года в Москве состоялось заседание координационного совета оргкомитета правоцентристской коалиции демократических сил. 20 января на пресс-конференции Борис Немцов и Егор Гайдар объявили, что координационный совет оргкомитета правоцентристской коалиции демократических сил утвердил её название — «Правое дело».
В январе 1999 года Явлинский не исключил сотрудничества Яблока с «Правым делом».
В феврале 1999 года в ответ на вопрос «За какую партию вы бы проголосовали, если бы выборы в Госдуму состоялись в это воскресенье?» из полутора тысяч опрошенных фондом «Общественное мнение» только 3 % назвали «Правое дело».
28 марта 1999 Егор Гайдар, Борис Немцов и Борис Федоров отправились в Югославию в Белград через Будапешт. Гайдар, Немцов и Федоров намерены встретиться с представителями югославского руководства, для того чтобы содействовать скорейшему прекращению бомбардировок Югославии. Далее в плане поездки стоят Рим, Ватикан и Вашингтон.
В конце марта стало известно, что как заявил один из лидеров ДВР Сергей Юшенков коалиция «Правое дело» начинает создавать добровольные дружины для защиты Конституции от коммунистической угрозы.
31 марта был открыт сайт коалиции pravdelo.ru (по другим данным 22 апреля 1999).
1 апреля 1999 года лидеры «Правого дела» вернулись из Европы. Остановить войну на Балканах им не удалось. В Ватикане делегацию принял папа Иоанн Павел II. Специалисты по рекламе высоко оценили поездку как удачную пиаровскую акцию «Правого дела».
Стало известно, что раскручивать «Правое дело» будет «Видео Интернешнл».
13 апреля 1999 года Егор Гайдар в Колонном зале Дома союзов озвучил принципы идеологии коалиции в документе «Платформа для объединения». В Коммерсанте указывалось, что коалиция состоит из 33 (или около 30) мелких партий, движений и объединений. Потенциальными сторонниками называют НДР, «Голос России», «Яблоко».
После отставки Примакова Немцов заявлял, что коалиция «Правое дело» «готова принять участие в формировании нового кабинета министров и с этой целью может направить туда Бориса Федорова как вице-премьера, отвечающего за макроэкономический и финансовый блок».
25 мая сообщалось, что «Правое дело» никак не может разобраться с «Новой силой» — кто из них кто и кто же главнее. Практически до апреля политологи и социологи (равно как избиратели) воспринимали «Правое дело» и «Новую силу» как единое целое, так как о размолвке «Правого дела» с «Новой силой» официально объявлено не было.
29 мая в Москве прошёл первый съезд коалиции «Правое дело». Борис Немцов, Борис Федоров и примкнувшая к коалиции буквально накануне Ирина Хакамада стали официальными лидерами объединённых демократических сил. Немцов заявил «мы будем настойчиво искать союза и с НДР, и с 'Яблоком', хотя это непростое дело».
В июне 1999 года в газете Коммерсант было указано, что Анатолий Чубайс является главным менеджером движения «Правое дело».
8 июня 1999 года Борис Немцов передал генеральному секретарю НАТО Хавьеру Солане более миллиона подписей россиян против войны в Югославии.
В июне 1999 года Минтимер Шаймиев заявил о поддержке движения «Правое дело»: «Независимо от того, преодолеют ли они пятипроцентный барьер, это нравственный поступок тех людей, которые объединились в 'Правом деле'».
В середине июня Чубайс заявил, что блок «Правое дело» примет самое активное участие в выборах губернатора Петербурга.
В июле Правое дело выставляет своего кандидата на выборы мэра Москвы — Егора Гайдара.
Среди политиков обсуждается идея создания единого блока некоммунистических сил под рабочим названием «Россия» (на базе блока Шаймиева при участии «Правого дела», НДР, «Новой силы» и «Голоса России»). Подписание в Зальцбурге представителями правых партий меморандума о намерениях закрепило идею создания правоцентристского блока
12 июля в Москве за закрытыми дверями состоялась встреча Анатолия Чубайса («Правое дело»), Сергея Кириенко («Новая сила») и Константина Титова («Голос России») по созданию единой правой коалиции на выборах.
Сообщалось, что 16 июля в Москве по указанию Лужкова прошёл массовый демонтаж рекламы Правого дела. Сообщалось, что говорят, что слоган «Ты прав» придумали профессиональные специалисты по манипулированию электоратом в расчете на ассоциацию: «Ты прав», «Правое дело», «Победа будет за нами» (сталинский призыв 1941 года). Это называется «эффектом связки». Кстати, появление на стенде Немцова, Федорова и Хакамады именно в этом составе тоже не случайно, а должно вызвать у ничего не подозревающего населения ассоциацию с известной картиной Васнецова «Три богатыря», а точнее, с Россией, её просторами и, конечно же, с защитниками народа. К августу общие рекламные расходы — на «Правое дело» и на акцию «Ты прав» составили $1,613 млн.
23 июля лидеры политических объединений «Правое дело», «Новая сила» и «Голос России» официально объявили о создании правоцентристской коалиции.
В августе лидеры «Правого дела» Борис Немцов и Ирина Хакамада встретились в Самаре с лидером «Голоса России» Константином Титовым и на пресс-конференции заявили, что «принципиальные проблемы на пути создания правоцентристской коалиции, в которую должны войти 'Правое дело', 'Новая сила' и 'Голос России', уже сняты». Немцов и Хакамада приехали в Самару для участия в акции «Ты прав», которую «Правое дело» уже больше месяца проводит в крупных городах страны.
Челябинский облизбирком пожаловался на «Правое дело» в ЦИК на незаконную агитацию, но ЦИК не посчитал рекламную акцию нарушением закона.
Сергей Степашин дал предварительное согласие возглавить избирательный список «Правого дела».
Лидеры активно занимаются агитацией по нескольким направлениям
24 августа 1999 года Сергей Кириенко, Борис Немцов и Ирина Хакамада объявили в Москве об учреждении блока «Союз правых сил». Они же составят первую тройку федерального списка союза. В блок, как ожидается, войдут коалиция «Правое дело», движения «Новая сила» и «Голос России». Отсутствие в этом списке НДР фактически означает, что планы создания правоцентристской коалиции, которая могла бы не только пройти в Думу, но и стать в ней реальной силой, рухнули.
Борис Федоров покинул «Правое дело».
В конце августа прошёл съезд «Союза правых сил». «Правого дела» де факто уже не существовало. Название изменили по требованию Кириенко, потому что ему гордость не позволяла входить в уже имеющееся движение.
К августу «Правое дело» активно использовало возможности ТВ — 312 телеэфиров по восьми каналам. В сентябре круг обязанностей «Видео интернешнл» был существенно пересмотрен. Компания стала заниматься только наружной и телевизионной рекламой и массовыми акциями типа «Ты прав!». Разработка политической стратегии правого блока была переложена на плечи Фонда эффективной политики, который возглавляет Глеб Павловский. Точнее, одного из подразделений этого фонда, которым руководит Марат Гельман (он же «вёл» кампанию правых в Москве и параллельно разрабатывал PR-стратегию кандидата в московские мэры Сергея Кириенко). Вместе с Гельманом в выборной кампании участвовала PR-компания ГОСТ во главе с Ефимом Островским и Петром Щедровицким.
В мае 2000 состоялся съезд СПС, на котором избирательный блок был преобразован в единую политическую организацию под тем же названием. Сопредседатель движения «ДемРоссия» Лев Пономарев заявил, что ряд организаций-основателей коалиции «Правое дело» оказались «полностью отстранены от участия в работе оргкомитета съезда».